# Plonévez-du-Faou
Plonévez-du-Faou település Franciaországban, Finistère megyében. Lakosainak száma 2174 fő (2022. január 1.). Plonévez-du-Faou Le Cloître-Pleyben, Châteauneuf-du-Faou, Collorec, Landeleau, Lannédern, Lennon, Loqueffret, Plouyé és Spézet községekkel határos.

## Népesség
A település népességének változása:
| Lakosok száma | 3063 | 2515 | 2257 | 2106 | 2147 | 2115 | 2105 | 2108 | 2130 | 2174 |
|               | 1968 | 1982 | 1990 | 2006 | 2013 | 2015 | 2017 | 2019 | 2020 | 2022 |